# Mercury Marquis
Mercury Marquis (Меркурі Маркіз) - автомобіль, що випускався з 1967 по 1986 роки компанією Mercury. Він випускався в якості аналога повно-розмірних автомобілів Форд (його прямим еквівалентом був Ford LTD); з 1983 року Маркіз став вважатися автомобілем середнього розміру. Після 1983 року, максимальна комплектація, Mercury Grand Marquis, продовжив випускатися як повно-розмірна лінійка автомобілів Mercury. Автомобіль моделі Mercury Marquis випускався в кузовах: купе з двома дверима, чотиридверний седан і п'ятидверний універсал.
З переходом на виробництво передньопривідних автомобілів компанією Форд, було прийнято рішення про припинення випуску моделі після 1986 року; на зміну прийшов автомобіль Mercury Sable, двійник Ford Taurus.
Слово «marquis» є французьким написанням слова «маркіз», західно-європейського дворянського титулу.

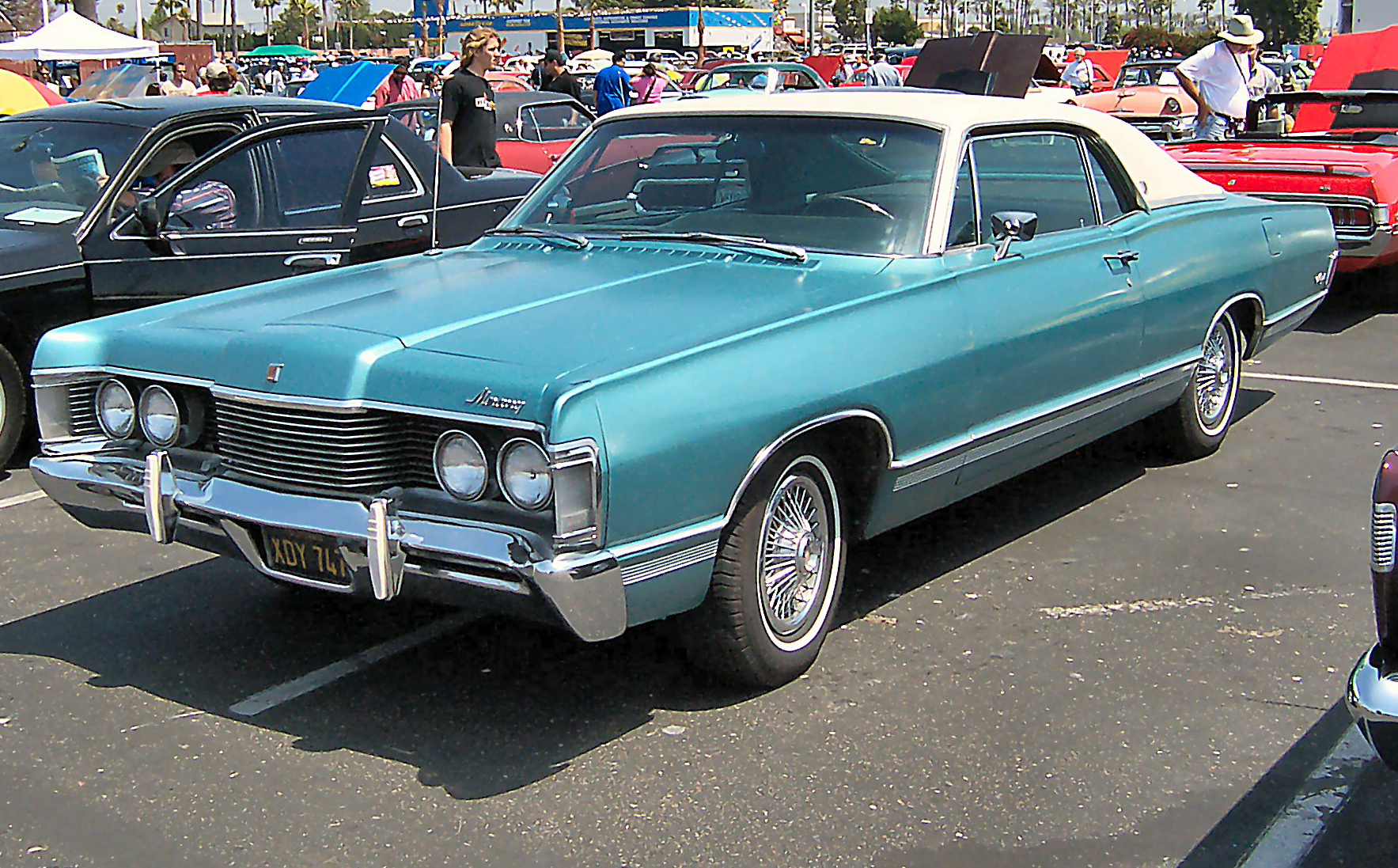
Mercury Marquis 1 (1967-1968)
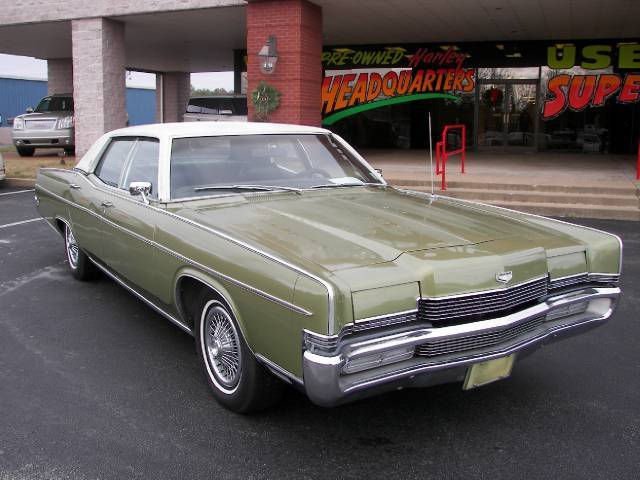
Mercury Marquis 2 (1969-1972)
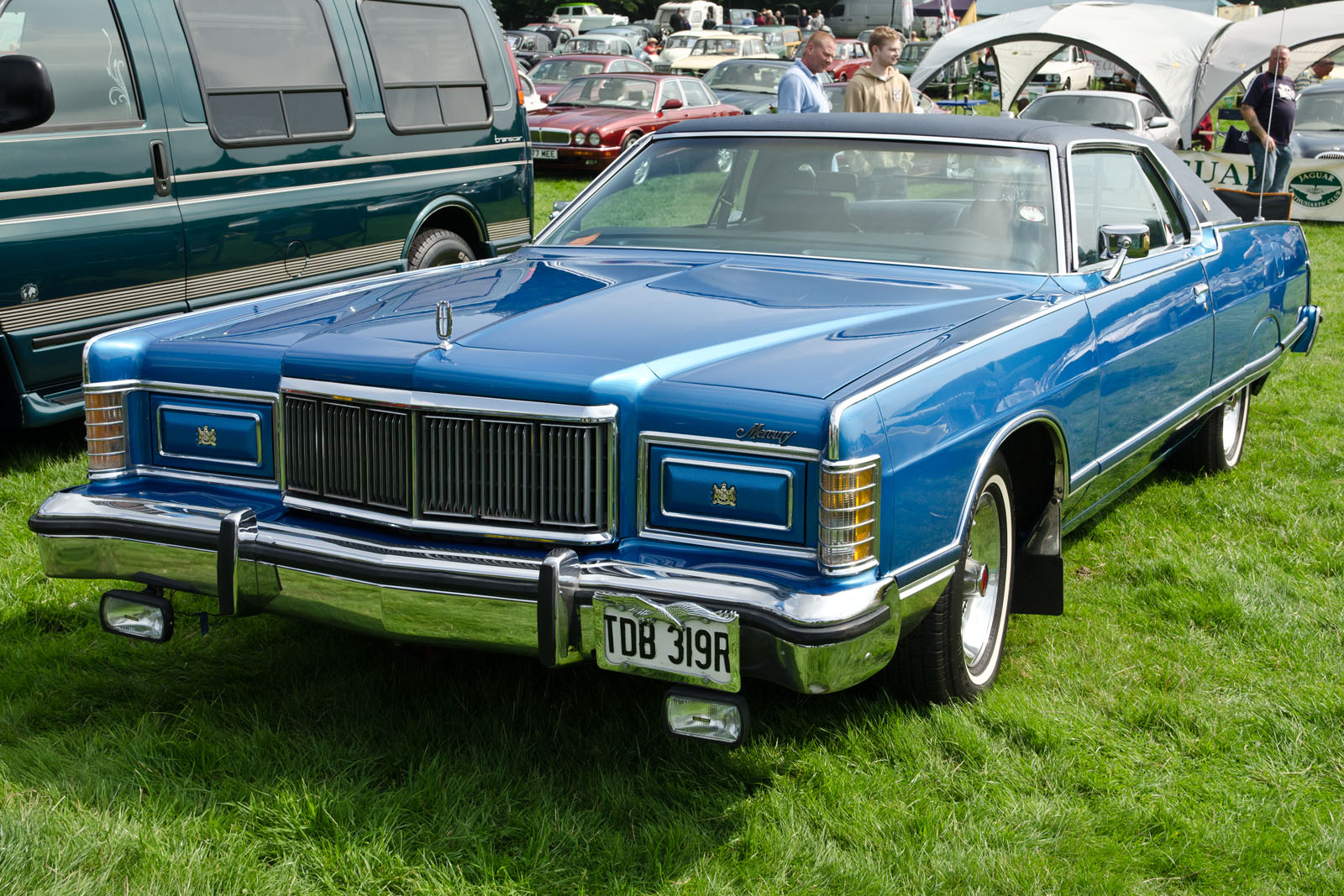
Mercury Marquis 2 (1973-1978)
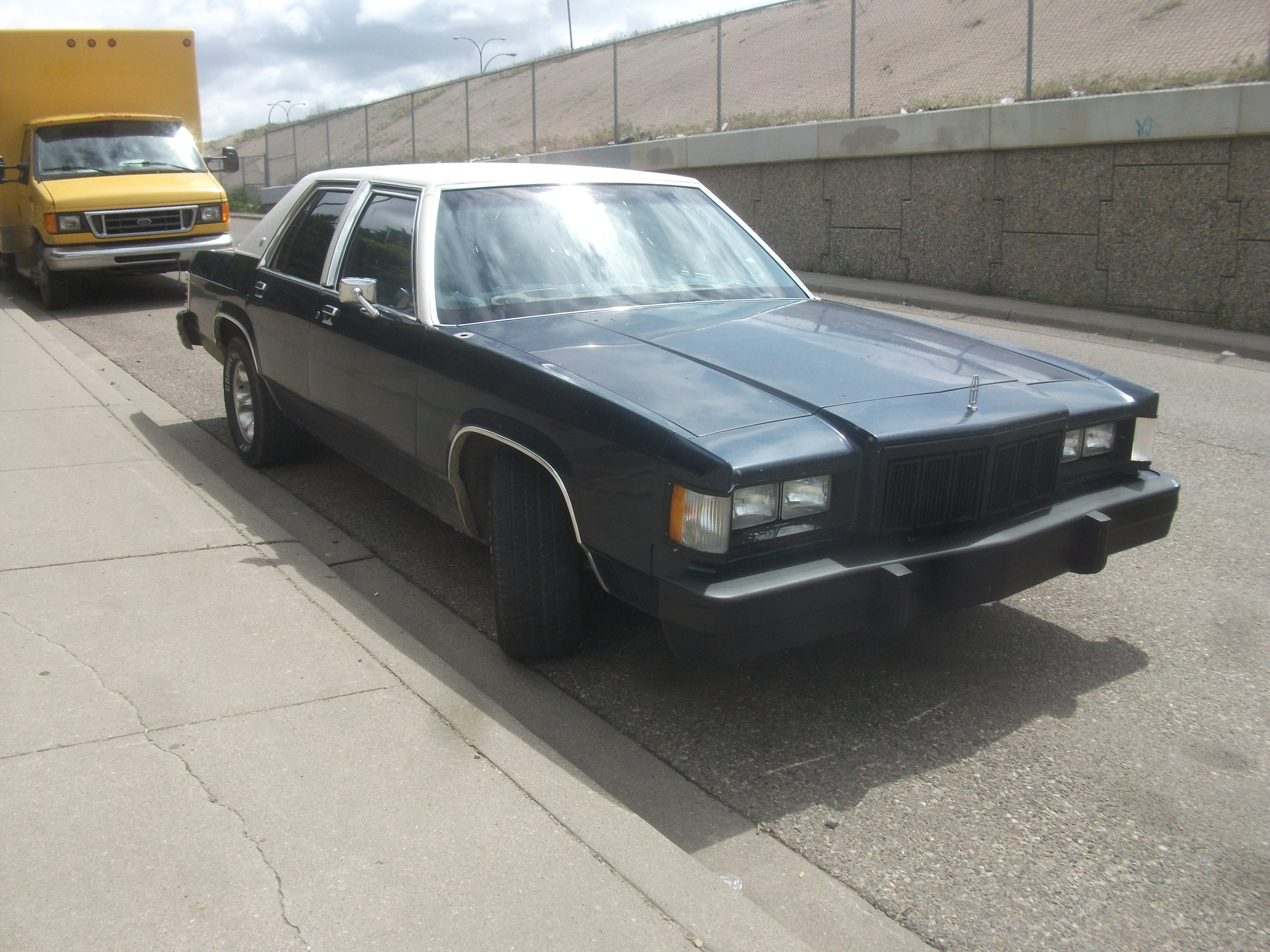
Mercury Marquis 3 (1979–1982)
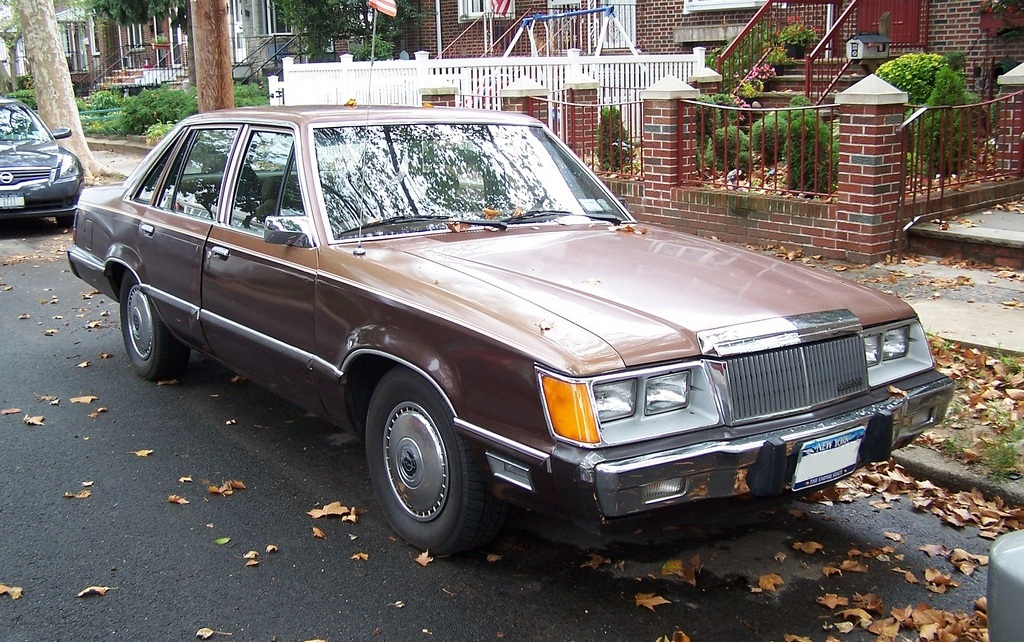
Mercury Marquis 4 (1983–1986)